# Alonso Gutiérrez de Madrid
Alonso Gutiérrez de Madrid o Alonso Gutiérrez de la Cavallería (Madrid, ca. 1466 - 24 de diciembre de 1538) fue un financiero y político español de origen judeoconverso. Su condición de prestamista de los Reyes Católicos y de Carlos I le convirtieron en un personaje muy poderoso, con cargos burocráticos y políticos en el entorno municipal y en la administración real. Su importante establecimiento mercantil y financiero de Sevilla fue heredado por sus hijos, que lo continuaron. 

## Biografía
Entre 1460 y 1470, se establecieron las bases (lazos de familia) del nuevo grupo financiero que se instalaría en Almagro. Los visionarios de una Compañía comercial, fueron el tesorero Alonso Gutiérrez de Madrid y García de Pisa, quienes potencialmente aumentaban el control ejercido sobre algunas fuentes que podrían mediar el acceso al negocio fiscal y el control de las operaciones tributarias. Sí, Alonso Gutiérrez de Madrid se había emparentado con la hija de García, María Rodríguez de Pisa.
Entre 1485 y 1488 fue recaudador de las rentas de la Mesa Maestral de la orden de Calatrava (Campo de Calatrava). En 1488 obtiene el arrendamiento de las minas de Almadén (que mantuvo hasta 1525 -posiblemente el anterior arrendador había sido su padre-). Entre 1487 y 1489 se asocia con Diego Sánchez Paniagua y el Comendador Rodrigo de Oviedo en el arrendamiento de las rentas del partido de Medina del Campo, que disputan a otro poderoso grupo financiero, el de los judíos segovianos del entorno de Abraham Seneor. Mantuvo negocios en Almagro, donde se avecindó en 1489. Se introdujo en la burocracia real, adquiriendo en 1489 una escribanía de cámara; y se convierte en uno de los principales prestamistas de los Reyes Católicos, que le nombran contador mayor y consejero de Estado y Guerra.
El proyecto de la gestión de la Compañía, se materializarían en la década de 1490. Gracias a las habilidades comerciales de García de Pisa, que destacaban. Junto a otros correligionarios hebreos, se formalizó una Compañía comercial que maximizó el potencial económico de sus miembros. Estaba integrada por García de Pisa, Diego Sánchez de Arroyal (vecino de Toledo), Juan Díaz de San Ginés (vecino de Torrijos, pariente de la 1.ª. esposa de García), y los dos yernos de García, Alonso Gutiérrez de Madrid y Fernando de Villarreal.
En 1492 participó, junto con judeoconversos aragoneses, en los créditos que permitieron a Cristóbal Colón su primer viaje. En 1493 es nombrado tesorero de la Santa Hermandad. En septiembre de 1494 obtuvo el cargo de regidor en el concejo de Madrid. En 1495 lo permutó por otro de igual rango en el concejo de Toledo, donde también fue nombrado tesorero de la Ceca. En 1496 se trasladó a Sevilla, donde continuó sus actividades comerciales con América, ahora en el lugar donde se centralizó la organización de la flota de Indias y la Casa de Contratación. Obtuvo los cargos de caballero veinticuatro, contador mayor de su ayuntamiento y diputado en el reparto de la cobranza de las alcabalas. Actuó de mediador entre el concejo y los reyes, y estableció lazos comerciales con la colonia genovesa de Sevilla.
Formando compañía comercial con otros conversos procedentes del reino de Toledo (Fernando de Villareal, García de Pisa y Juan Díaz de San Gines), obtuvo arrendamientos de las rentas reales del Reino de Granada (especialmente en las Alpujarras) donde eran particularmente favorables para ello las condiciones socioeconómicas, políticas y religiosas.
En 1504 fue nombrado Tesorero Real. En 1518, Carlos I (del que se mostró partidario en los turbulentos años iniciales de su reinado -aportando fondos para la Guerra de las Comunidades y la coronación en Bolonia-) le arrendó, por 1000 ducados al mes, las rentas de los maestrazgos de las órdenes militares (precio que se sustituyó, entre 1519 y 1522, por la atención de los gastos ordinarios de la Casa Real). En 1521 el mismo rey le nombró lugarteniente de la Contaduría Mayor de Hacienda, y hacia 1524 receptor general de las Rentas. Llegó a ser nombrado consejero de Hacienda.
La última etapa de su vida transcurrió en Madrid, donde, junto a su esposa María de Pisa, impulsó un conjunto de obras artísticas relevantes (que su viuda continuó promoviendo -murió en 1574-), la mayor parte de las cuales han desaparecido. Destaca su capilla funeraria en el Monasterio de San Martín (1535-1543), que además de los sepulcros escultóricos (hoy en el Museo Arqueológico Nacional) tuvo un gran retablo de Diego de Urbina (1570). Se la conoce por el nombre de capilla de Nuestra Señora de la Encarnación o de Balbaneda.
Las casas de su mayorazgo fueron las del pasadizo al Monasterio de las Descalzas, en las cuales está hoy el Real Monte de Piedad... tuvieron dos hijos, Diego Gutiérrez, a quien mataron los indios en la provincia de Veragua, y Gonzalo de Pisa.